# Afganistan na Letnich Igrzyskach Olimpijskich Młodzieży 2010
Afganistan na Letnich Igrzyskach Olimpijskich Młodzieży 2010 reprezentuje 2 sportowców w 2 dyscyplinach.

## Skład kadry

### Boks

#### Chłopcy
| Atleta                 | Kategoria | Wynik |
| ---------------------- | --------- | ----- |
| Muhammad Nabi Oryakhil | 64 kg     |       |

### Lekkoatletyka

#### Chłopcy
| Atleta              | Konkurencja   | Wynik |
| ------------------- | ------------- | ----- |
| Ahmad Farhad Nawabi | Bieg na 100 m |       |